# 蔓趣公园

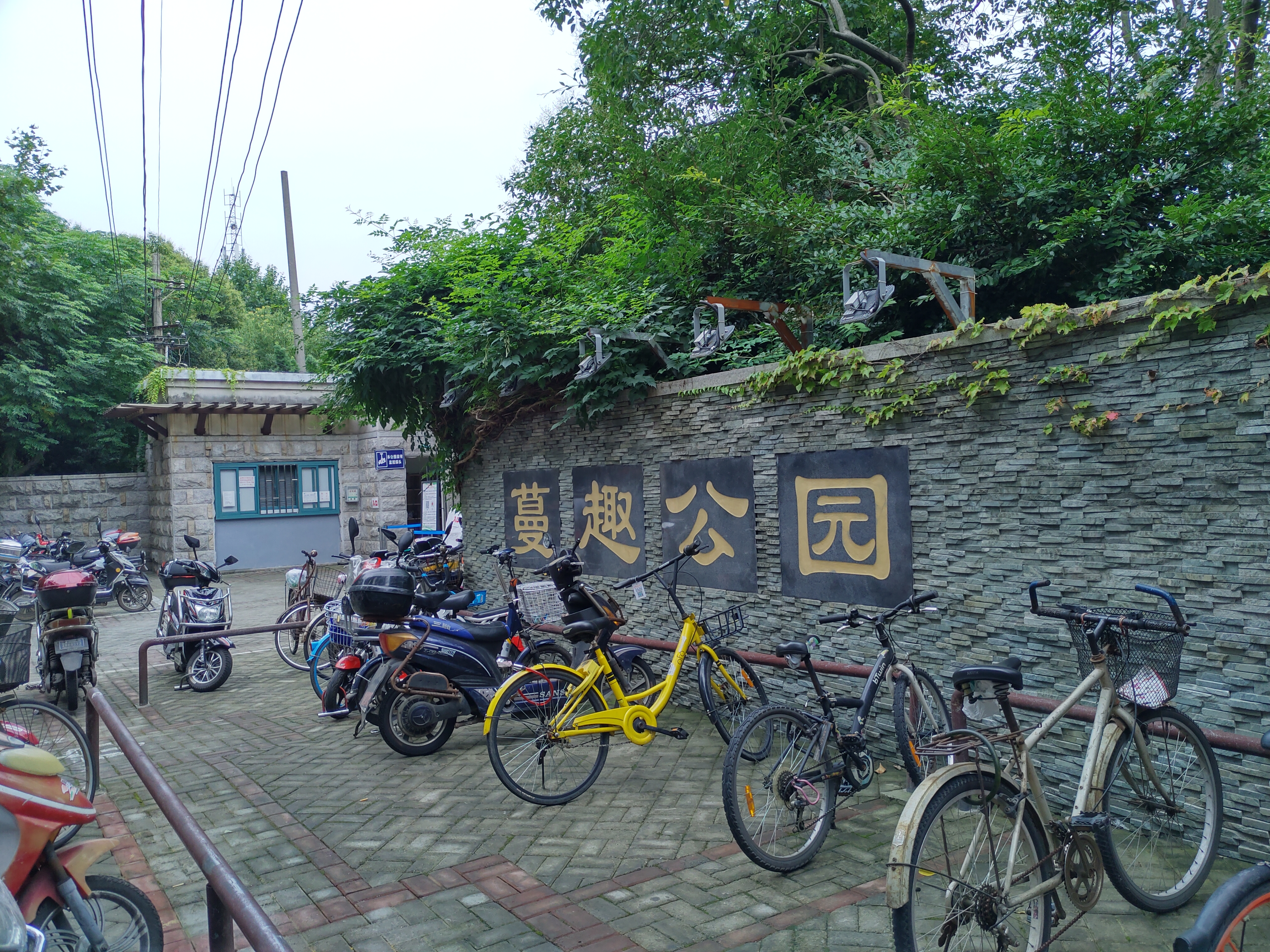
蔓趣公园正门

蔓趣公园是位于上海浦东新区的一座公园，位于洪山路195号。

## 简介
蔓趣园址原是菜田，1988年10月1日，公园向游客正式开放。南与上南八村毗邻，北沿昌里路，西临洪山路，坐东朝西。占地面积18340平方米。

蔓趣公园以“牵丝绊藤”的藤本植物为主的特色公园。全园以种植藤本植物为主，有常春藤、野蔷薇、紫藤、爬山虎、葛藤、凌霄、油麻藤、金银碉藤、爬藤等9种计1172株。树木有雪松、广玉兰、茶花、青枫、女贞、白玉兰、水杉、桂花、栀子花等59种3627株。草坪4694平方米。  

## 交通
- 地铁
  - 上海轨道交通8号线、上海轨道交通13号线 成山路站
- 公交
  - 785、338路洪山路昌里路站
  - 955、572、638、610、787、976、871路、隧道二线昌里路洪山路站
  - 164、隧道一线昌里路上南七村站
  - 815、782、973路成山路洪山路站